# 勞氏麗鱂
勞氏麗鱂，為輻鰭魚綱鯉齒目鰕鱂亞目鰕鱂科的其中一種，為熱帶淡水魚，分布於非洲獅子山西部Scarcies河至賴比瑞亞西部Lofa河流域，體長可達5公分，棲息在沼澤、水塘、溪流底中層水域，生活習性不明，可作為觀賞魚。

## 擴展閱讀
維基物種上的相關：勞氏麗鱂